# Ecomuseu de Santa Cruz
O Ecomuseu Comunitário de Santa Cruz é um ecomuseu situado no quarteirão histórico do Matadouro de Santa Cruz, no bairro carioca de Santa Cruz.
O mesmo foi criado por um movimento comunitário dos habitantes do bairro, em conjunto com o NOPH (Núcleo de Orientação e Pesquisa Histórica) e outras entidades locais, com o objetivo de promover o resgate da identidade cultural de Santa Cruz e o desenvolvimento de ações e projetos com e pela comunidade, tais como campanhas, exposições e ações pedagógicas na educação formal e não formal.
Busca, seguindo o conceito de ecomuseu, desenvolver o território que habita, a partir da valorização da história local e do patrimônio cultural.